# Uprising
«Uprising» — сингл британського рок-гурту Muse з п'ятого альбому The Resistance.
Очікувалося, що першим синглом з альбому стане «United States of Eurasia», однак Muse через Twitter оголосили, що першим синглом вийде «Uprising».
Після випуску на радіо, сингл досяг першого місця в американському хіт-праді Billboard Hot Alternative Songs, став їх шостим синглом в першій десятці цього чарту і першим, що досяг першого місця. В UK Singles Chart сингл досяг дев'ятої позиції, став четвертим синглом групи в першій десятці синглів цього чарту.

## Кліп
Кліп, режисером якого став Hydra, було знято наприкінці серпня та вперше показано на каналі MTV2 17 вересня 2009.
Учасники гурту Muse їдуть на вантажівці через охоплене безладами містечко з іграшковими жителями. Белламі розбиває своєю гітарою екрани, на яких йдуть антиреволюційні передачі місцевого телебачення. У середині кліпу з'являються ведмедики-монстри, що знищують повсталих і все місто. З усіх жителів рятуються на автомобілі лише учасники гурту.

## Кавер-версії
21 вересня 2009 року австралійський рок-гурт The Veronicas записав кавер на «Uprising» для BBC Radio 1.
На українській сцені «Uprising» звучав у хоровій версії у виконанні хору київського академічного хору «Хрещатик»

## В кіно і на телебаченні
Пісня використовувалася в рекламних роликах до фільму «Лицар дня» і в рекламі на телеканалі Animal Planet.

## Цікаві факти
У грудні 2009 року Ватикан, використовуючи сервіс Myspace Music, опублікував список музичних композицій, здатних «достукатися до сердець доброзичливих людей». У цей хіт-парад, поряд з Моцартом і диском самого Папи Римського Бенедикта XVI було включено гурт «Muse» з композицією «Uprising».
На одному з виступів на італійському телебаченні музикантів змусили виступати під фонограму. На що музиканти вирішили висловити свій протест, помінявшись перед виступом інструментами: соліст і гітарист Меттью Белламі сів за ударні, ударник Домінік Ховард встав з бас-гітарою за мікрофон, а бас-гітарист Кріс Волстенголм узяв гітару і встав за клавішні. Після виступу ударник дав інтерв'ю як фронтмен. Під час зйомок ніхто не запідозрив недобре, і в такому вигляді передача вийшла в ефір.
Уривок з цієї пісні звучав на відкритті Літніх Олімпійських ігор у Лондоні (2012).

## Список композицій
Всі пісні написані Меттью Белламі, спів-автор «Who Knows Who» Майк Скіннер.
Цифрове поширення
1. «Uprising» — 5:03

7″ вініл
1. «Uprising» — 5:03
2. «Who Knows Who» (з Майком Скіннером) — 3:24

CD
1. «Uprising» — 5:03
2. «Uprising» (Does It Offend You, Yeah? remix) — 4:00

muse.mu завантаження
1. «Uprising» (запис виступу в Тінмуті 04.09.09) — 5:37

## Позиції в чартах
| Чарт (2009—2010)                          | Позиція |
| ----------------------------------------- | ------- |
| Австралія                                 | 23      |
| Австрія                                   | 29      |
| Бельгія (Фландрія)                        | 12      |
| Бельгія (Валлонія)                        | 6       |
| Німеччина                                 | 40      |
| Нідерланди                                | 22      |
| Данія                                     | 5       |
| Ірландія                                  | 11      |
| Італія                                    | 14      |
| Канада                                    | 28      |
| Нова Зеландія                             | 12      |
| Норвегія                                  | 4       |
| Польща                                    | 1       |
| Фінляндія                                 | 8       |
| Франція                                   | 10      |
| Швеція                                    | 13      |
| Швейцарія                                 | 8       |
| Японія                                    | 12      |
| США, Billboard Hot 100                    | 37      |
| США, Billboard Rock Songs                 | 2       |
| США, Billboard Alternative Songs          | 1       |
| США, Billboard Hot Mainstream Rock Tracks | 28      |
| США, Billboard Adult Top 40               | 14      |
| Велика Британія                           | 9       |
| Європа                                    | 17      |